# David Vizcarra
José David Vizcarra Morales (Ciudad de México, 21 de diciembre de 1990) es un futbolista mexicano que juega de centrodelantero en el Puebla FC de la Primera división de México Liga MX.

## Biografía
Formado en las fuerzas inferiores del Club de Fútbol Cuautitlán.
Hizo su debut profesional en 2010, jugando en el club en Segunda División Su principal virtud es el dribbling y regate y un potente disparo de media distancia, marcó 9 goles con el equipo y ha aparecido en ochenta y un partidos.
Su nivel de juego le dio la oportunidad de jugar con el Atlético San Luis club que milita en el Ascenso MX, donde se ha jugado como titular en el club apareciendo en siete partidos de liga y cinco en la Copa MX anotando varios goles.
Logrando asistencias de gol tanto el liga como en Copa MX, mostrando una gran visión de campo y una excelente velocidad para moverse en las bandas, maneja ambos perfiles y se destaca por su juego cooperativo, además de ser un jugador desequilibrante que ayuda al equipo en partidos cerrados.
En 2015, terminó sus servicios con Raul Arias en Atlético San Luis, y fue incorporado al Reynosa FC donde llegaba de refuerzo estelar en la segunda división profesional de ascenso.
En 2016, sube a primera con la franja del Puebla F.C. donde se encuentra con su mejor momento futbolístico que lo llevó rápidamente a posicionarse dentro del cuadro de primera división al mando del Director Técnico Pablo Marini quien lo tomaba en cuenta dándole así oportunidad de participar en encuentros de Liga Mx, Copa Mx y siendo parte del preliminar de la Copa Libertadores que Puebla FC había conseguido tras haber sido campeón del torneo de la Copa Mx.
Además tenía participación en las inferiores porque la edad aun le daba oportunidad de hacerlo.
El rendimiento fue óptimo como los números muestran, teniendo varios goles y asistencias concretadas, así como hacerse capitán de la segunda división profesional, donde llegó a varias liguillas y peleas por el título.

## Clubes
| Club                      | País   | Año             |
| ------------------------- | ------ | --------------- |
| Club de Fútbol Cuautitlán | México | 2010-2013       |
| Atlético San Luis         | México | 2014            |
| Reynosa F.C.              | México | 2015-2016       |
| Puebla F.C.               | México | 2016-actualidad |